# Jorge Portelli
Luis Jorge Portelli (ur. 12 grudnia 1950) – argentyński judoka. Olimpijczyk z Montrealu 1976, gdzie zajął dwunaste miejsce wadze półciężkiej i piąte w kategorii open.
Uczestnik mistrzostw świata w 1975. Srebrny medalista mistrzostw panamerykańskich w 1972 i brązowy w 1980 roku.

## Letnie Igrzyska Olimpijskie 1976
| Konkurencja | Eliminacje                      | Eliminacje              | Klas. końcowa |
| Konkurencja | Przeciwnik I                    | Przeciwnik II           | Miejsce       |
| ----------- | ------------------------------- | ----------------------- | ------------- |
| -93 kg      | Dambadżawyn Cend-Ajuusz (MGL) Z | David Starbrook (GBR) P | 12.           |

| Konkurencja | Eliminacje           | Eliminacje          | Eliminacje           | Finały               | Finały             | Klas. końcowa |
| Konkurencja | Przeciwnik I         | Przeciwnik II       | 1/4                  | 1/2                  | o 3 miejsce        | Miejsce       |
| ----------- | -------------------- | ------------------- | -------------------- | -------------------- | ------------------ | ------------- |
| open        | Jaime Felipa (AHO) Z | José Ibáñez (CUB) Z | Klaus Wallas (AUT) Z | Keith Remfry (GBR) P | Cho Jea-ki (KOR) P | 5.            |